# Saitis lacustris
Saitis lacustris là một loài nhện trong họ Salticidae.
Loài này thuộc chi Saitis. Saitis lacustris được Vernon Victor Hickman miêu tả năm 1944.